# 廣東省 (清朝)
广东省（穆麟德轉寫：guwangdung golo），为清朝的内地十八省的一个省。

## 督抚沿革
1647年，设广东巡抚、广东布政使司、广东广西总督。1905年，裁撤广东巡抚，两广总督管辖广东巡抚事。

## 行政区划
| 广东省行政区划图（1820年） |
| 广州府 肇庆府 罗定州 属罗定州 佛冈厅 韶州府 南雄州 连州 连山厅 惠州府 潮州府 嘉应州 高州府 雷州府 廉州府 琼州府 东沙（非政区辖地） |

清朝下轄九府、三直隸廳、七直隸州，共計四州、一廳、七十九縣：

### 广肇罗道
- 广州府
  - 下辖：南海县（附郭）、番禺县（附郭）、顺德县、东莞县、从化县、龙门县、增城县、新会县、香山县、三水县、新宁县、清远县、新安县、花县（1685年设）、澳门同知（1743年设）。
- 肇庆府
  - 下辖：高要县（附郭）、四会县、新兴县、恩平县、高明县、广宁县、开平县（1649年设）、鹤山县（1731年设）、德庆州、封川县、开建县。
- 罗定直隶州
  - 下辖：东安县、西宁县。
- 佛冈直隶厅，1811年分广州府清远县、韶州府英德县设。
- 赤溪直隶厅，1868年分广州府新宁县设。

### 南韶连道
- 韶州府
  - 下辖：曲江县（附郭）、乐昌县、仁化县、乳源县、翁源县、英德县。
- 南雄直隶州，原为南雄府，1807年，改为南雄直隶州。
  - 下辖：保昌县（附郭，1807年裁撤）、始兴县。
- 连州直隶州，1729年，改广州府连州为连州直隶州，1816年，所属连山县为连山直隶厅。
  - 下辖：阳山县。
- 连山直隶厅，1816年，改连州直隶州连山县为连山直隶厅。

### 惠潮嘉道
- 惠州府
  - 下辖：归善县（附郭）、博罗县、长宁县、永安县、海丰县、陆丰县（1731年设）、龙川县、连平州、河源县、和平县。
- 潮州府
  - 下辖：海阳县（附郭）、丰顺县（1738年设）、潮阳县、揭阳县、饶平县、惠来县、大埔县、普宁县、澄海县、南澳厅（1732年设）。
- 嘉应直隶州，1733年，设嘉应直隶州，1807年，升为嘉应府，1812年改为嘉应直隶州
  - 下辖：程乡县（原属潮州府，1733年裁撤，1807年—1812年设，附郭）、兴宁县（由惠州府划归）、长乐县（由惠州府划归）、平远县（由潮州府划归）、镇平县（由潮州府划归）。

### 高雷阳道
- 高州府
  - 下辖：茂名县（附郭）、电白县、信宜县、吴川县、石城县、化州。
- 雷州府
  - 下辖：海康县（附郭）、遂溪县、徐闻县。
- 阳江直隶州，1867年改肇庆府阳江县设，下辖恩平县、阳春县、开平县三县，1870年改为直隶厅，三县回属肇庆。1906年，改为直隶州，下辖恩平县、阳春县二县，1910年，恩平县回属肇庆。
  - 下辖：阳春县。

### 廉钦道
- 廉州府
  - 下辖：合浦县（附郭）、灵山县。
- 钦州直隶州，1888年改廉州府钦州设
  - 下辖：防城县。

### 琼崖道
- 琼州府
  - 下辖：琼山县（附郭）、澄迈县、定安县、文昌县、会同县、乐会县、临高县、儋州。
- 崖州直隶州，1905年改琼州府崖州设
  - 下辖：昌化县（原属儋州，1730年代改属琼州府，1905年改属崖州直隶州）、万县（1905年万州改为万县）、陵水县（原属万州，1730年代改属琼州府，1905年改属崖州直隶州）、感恩县（原属崖州，1730年代改属琼州府，1905年改属崖州直隶州）。